# カンパラ大学
カンパラ大学 (Kampala University, KU) は1999年に設立されたウガンダのカンパラにある私立大学。

## 学部
- 工業技術・デザイン学院
- コンピュータ科学・情報技術学院
- ビジネス経営学院
- 自然科学学院
- 社会科学学院
- 看護健康科学学院

カンパラ大学のWebサイトより

## 修士課程
- 公衆衛生
- 開発学
- 環境保全
- 英語教育
- 教育管理
- 進路指導
- 経営学
- 社会開発・コミュニティー開発
- 外交・国際関係